# گروه آرکتیک
گروه آرکتیک (انگلیسی: Arctic Group) شرکت لوازم خانگی رومانیایی است، که در سال ۱۹۶۸ تأسیس شد.